# Йосипович, Зоран
Зоран Йосипович (хорв. Zoran Josipović; род. 25 августа 1995, Мендризио, Тичино) — швейцарский футболист, нападающий клуба «Таверне».

## Карьера

### «Ювентус»
Воспитанник швейцарских футбольных клубов «Лугано» и «Кьяссо». В 2011 году попал в академию «Ювентуса», где на протяжении нескольких лет выступал в команде до 19 лет. В 2013 году отправился в аренду в «Новару», где не смог закрепиться в основном составе и провёл за клуб всего 4 матча.

#### Аренда в «Лугано»
В августе 2014 года отправился в аренду в «Лугано». Первую треть сезона пропустил из-за травмы. Дебютировал за клуб 22 ноября 2014 года в матче против клуба «Волен». Первый свой гол забил 8 марта 2015 года в матче против клуба «Ле Мон». По ходу сезона оставался игроком замены. Также вместе с клубом стал чемпионом Челлендж-лиги. Дебютировал в швейцарской Суперлиге 19 июля 2015 года в матче против клуба «Санкт-Галлен», выйдя на замену на 62 минуте, а спустя 15 минут получил удаление, заработав вторую желтую карточку. В своём следующем матче 2 августа 2015 года против «Вадуца» забил свой первый гол в чемпионате. В декабре 2015 года покинул клуб.

#### Аренда в «Арау»
В январе 2016 года отправился в аренду в «Арау». Дебютировал за клуб 6 февраля 2016 года в матче против клуба «Биль-Бьенн». Затем из-за травмы пропустил весь февраль. Дебютные голы забил 17 апреля 2016 года против клуба «Биль-Бьенн», записав на свой счёт дубль. В дальнейшем закрепился в основной команде.

### «Арау»
По окончании аренды на правах свободного агента на полноценной основе стал игроком «Арау». Первый матч сыграл 24 июля 2016 против клуба «Кьяссо». Первым голом отличился 10 сентября 2016 года в матче против клуба «Ле Мон». По итогу сезона стал одним из основных нападающих клуба, чередуя игры с замены и со старта. По итогу сезона провёл за клуб 36 матчей, в которых забил 7 голов и отдал 4 голевые передачи во всех турнирах. Летом 2017 года начинал сезон вместе с клубом, однако вскоре покинул его.

### «Кьяссо»
В сентябре 2017 года перешёл в «Кьяссо». Сумма трансфера составила 100 тысяч евро. Дебютировал за клуб 17 сентября 2017 в матче Кубка Швейцарии против «Базеля». В Челлендж-лиге первый матч сыграл 20 сентября 2017 года против «Арау». Дебютные голы забил 19 ноября 2017 года против клуба «Волен», записав на свой счёт дубль. По ходу сезона стал основным нападающим клуба. В своём дебютном сезоне отличился 8 голами и результативной передачей. В сезоне 2018/2019 продолжил тренироваться с клубом. Старт сезона начался с победы 22 июля 2018 года в матче против клуба «Вадуц», где футболист отличился забитым голом. В октябре 2018 года выдал серию из 3 подряд матчей, в которых забил 3 гола. По итогу сезон у игрока стал еще более результативнее, так как в 32 матчах отличился 12 забитыми голами и 3 результативными передачами во всех турнирах.

### «Берое»
В июне 2019 года перешёл в болгарский клуб «Берое». Дебютировал за клуб 12 июля 2019 года в матче против клуба «Ботев», отличившись результативной передачей. В следующем матче 20 июля 2019 года против «Лудогорца» отличился дублем. Вместе с клубом вышел в чемпионскую стадию чемпионата. По итогу сезона провёл 20 матчей, в которых забил 6 голов и отдал результативную передачу.

### «Сельта B»
В октябре 2020 года перешёл в испанскую «Сельту B». Дебютировал за клуб 1 ноября 2020 года против клуба «Понтеведра». Дебютный гол за клуб забил 7 февраля 2021 года в матче против клуба «Унионистас де Саламанка». В июле 2021 года покинул клуб.

### «Динамо» Минск
В январе 2022 года тренировался с «Лугано» и позже стал игроком клуба. Однако футболист не смог закрепиться в основной команде и выступал в команде до 21 года. В августе 2022 года перешёл в минское «Динамо». Дебютировал за клуб 27 августа 2022 года в матче против бобруйской «Белшины», выйдя на замену на 70 минуте. Дебютный гол за клуб забил 6 ноября 2022 года с пенальти в матче против гродненского «Немана». По итогу сезона выходил на поле в основном только со скамейки запасных, однако смог отличиться 2 забитыми голами. Покинул минское «Динамо» 2 декабря 2022 года по окончании срока действия контракта.

### «Истра 1961»
В январе 2023 года футболист перешёл в хорватский клуб «Истра 1961», с которым подписал контракт до 2025 года. Дебютировал за клуб 18 февраля 2023 года в матче против клуба «Осиек», появившись на поле на последних минутах. В основной команде клуба футболист закрепиться так и не смог, оставаясь игроком скамейки запасных, преимущественно выходя на поле в концовках основного времени матча. По итогу сезона вместе с клубом занял 5 итоговое место в чемпионате, результативными действиями не отличившись. Новый сезон футболист начал с матча 13 августа 2023 года против клуба «Осиек», выйдя на поле на 89 минуте. Однако закрепиться в основной команде у футболиста также не вышло.

### «Таверне»
В феврале 2024 года футболист на правах свободного агента перешёл в швейцарский клуб «Таверне». Дебютировал за клуб футболист 24 февраля 2024 года в матче против клуба «Уцвиль», выйдя на поле в стартовом составе. Дебютным забитым голом за клуб футболист отличился 20 апреля 2024 года в матче против клуба «Бальцерс».

## Международная карьера
Выступал в юношеских сборных Швейцарии до 16 и до 17 лет.

## Достижения
«Лугано»
- Победитель Челлендж-лиги: 2015/16